# Georgia Guidestones

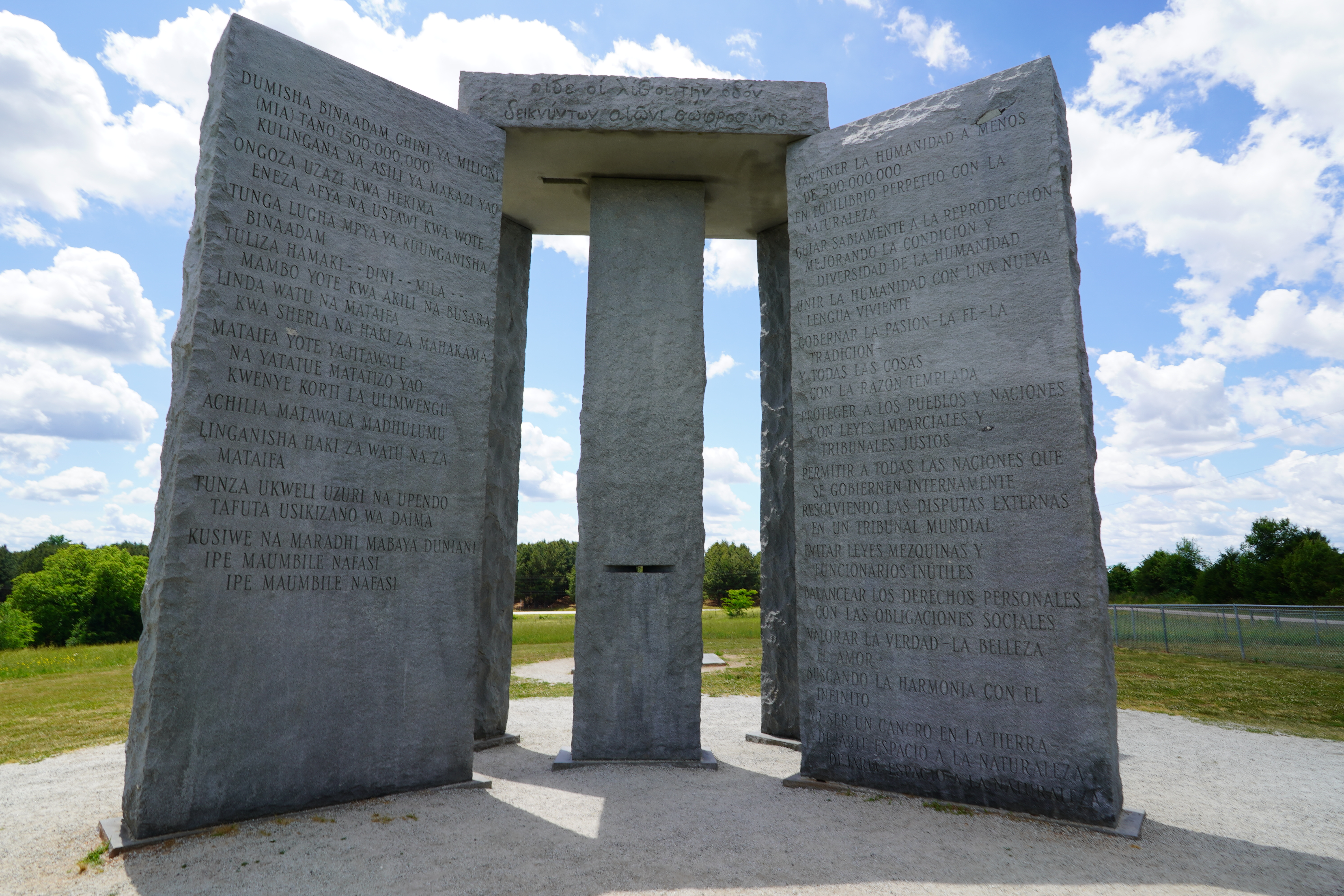
Georgia Guidestones i maj 2022.

Georgia Guidestones var ett granitmonument invigt 22 mars 1980 i Elbert County, Georgia, USA. 

## Beskrivning
Monumentet invigdes för en mindre grupp personer 22 mars 1980. Det är okänt på vems eller vilkas initiativ monumentet uppfördes. Efterforskande har bemötts med avrådande varningar från dess[vem?] juridiska representanter. Pseudonymen "R. C. Christian" anlitade ett lokalt stenhuggarföretag att åta sig projektet.[källa behövs] Många menar att monumentet är riktlinjerna för Nya världsordningen.[källa behövs]
På monumentet finns ett längre meddelande skrivet på åtta moderna språk (engelska, spanska, swahili, hindi, hebreiska, arabiska, kinesiska och ryska) och ett kortare meddelande som är skrivet på fyra antika språk: babyloniska, klassisk grekiska, sanskrit och egyptiska hieroglyfer. Monumentet kallades ibland för "Amerikas Stonehenge", även om de massiva stenblocken på Stonehenge förvisso är ännu större.
På morgonen 6 juli 2022 förstördes stora delar av monumentet av en kraftig sprängladdning av okända gärningsmän. Då flera av stenblocken skadades svårt forslades hela återstoden av monumentet tillsvidare bort av myndigheterna av säkerhetsskäl.[källa behövs]

## Den längre inskriptionen
Det längre meddelandet, som står skrivet på åtta moderna språk, består av följande text:
1. Maintain humanity under 500,000,000 in perpetual balance with nature.
2. Guide reproduction wisely - improving fitness and diversity.
3. Unite humanity with a living new language.
4. Rule passion - faith - tradition - and all things with tempered reason.
5. Protect people and nations with fair laws and just courts.
6. Let all nations rule internally resolving external disputes in a world court.
7. Avoid petty laws and useless officials.
8. Balance personal rights with social duties.
9. Prize truth - beauty - love - seeking harmony with the infinite.
10. Be not a cancer on the earth - Leave room for nature - Leave room for nature.

--
Översättning.
1. Håll människans population under 500 000 000 i ständig balans med naturen.
2. Styr reproduktion klokt - förbättra hälsa och mångfald.
3. Förena mänskligheten med ett levande nytt språk.
4. Styr passion - tro - tradition - och allt annat med behärskat förnuft.
5. Skydda folk och nationer med rättvisa lagar och hederliga domstolar.
6. Låt alla nationer styra sig själva men lös externa dispyter i en världsdomstol.
7. Undvik småaktiga lagar och värdelösa tjänstemän.
8. Väg personliga rättigheter med sociala skyldigheter.
9. Värdera sanning - skönhet - kärlek - i harmoni med evigheten.
10. Var inte en cancer på jorden - lämna utrymme för naturen.